# Frederick Suerig
Frederick G. "Fred" Suerig (ur. 21 czerwca 1878 w Washington, zm. 8 grudnia 1929 w Saint Louis) – amerykański wioślarz, srebrny medalista olimpijski.
Wystąpił na igrzyskach olimpijskich w Saint Louis w 1904 roku, gdzie amerykańska osada Mound City Rowing Club w składzie: Frederick Suerig, Martin Formanack, Charles Aman i Michael Begley zdobyła srebrny medal w czwórce bez sternika. Do złotych medalistów, Amerykanów z Century Boat Club, stracili dwie długości łódki. Startowały tylko trzy zespoły. Był to jego jedyny oficjalny start olimpijski.